# 博里亚维
博里亚维（Boriavi），是印度古吉拉特邦Anand县的一个城镇。总人口17861（2001年）。

## 人口
该地2001年总人口17861人，其中男性9241人，女性8620人；0—6岁人口2351人，其中男1289人，女1062人；识字率66.27%，其中男性为76.96%，女性为54.80%。